# Adrien Etiévent
Adrien Etiévent (geboren am 12. November 1998) ist ein französischer Telemarker.

## Werdegang
Sein Debüt im Telemark-Weltcup gab Adrien Etiévent am 21. Januar 2017 in Méribel. Mit der Platzierung als 16. des Sprints erzielte er dabei auf Anhieb seine ersten Weltcuppunkte. Im Gesamtweltcup lag er am Ende der Saison auf dem 56. Rang. Zudem nahm er an der Telemark-Weltmeisterschaft 2017 in La Plagne teil. Dort war ein 20. Platz im Sprint sein bestes Resultat. In der Saison 2017/18 gehörte er nun regelmäßig zum französischen Weltcupteam. Im Gesamtweltcup erreichte er Platz 20. Bei der Telemark-Juniorenweltmeisterschaft 2018 in Mürren erreichte er im Parallelsprint das Achtelfinale und wurde Elfter im Classic sowie Neunter im Sprint.

## Statistik

### Telemark-Weltmeisterschaft
- La Plagne 2017: 20. Sprint, 32. Classic, 1. Runde Parallelsprint

### Telemark-Juniorenweltmeisterschaft
- Mürren 2018: Achtelfinale Parallelsprint, 9. Sprint, 11. Classic

### Weltcup-Platzierungen
In bislang 15 absolvierten Wettkämpfen im Telemark-Weltcup erzielte Etiévent keine Podiumsplatzierung (Stand: Saisonende 2017/18).
| Saison  | Gesamt | Gesamt | Classic | Classic | Classic Sprint | Classic Sprint | Parallelsprint | Parallelsprint | Riesenslalom | Riesenslalom |
| Saison  | Platz  | Punkte | Platz   | Punkte  | Platz          | Punkte         | Platz          | Punkte         | Platz        | Punkte       |
| ------- | ------ | ------ | ------- | ------- | -------------- | -------------- | -------------- | -------------- | ------------ | ------------ |
| 2016/17 | 56.    | 020    | –       | –       | 46.            | 015            | 53.            | 005            | –            | –            |
| 2017/18 | 20.    | 162    | 34.     | 014     | 18.            | 098            | 19.            | 050            | –            | –            |